# Entronque patriarcal
Entronque patriarcal o convergencia patriarcal es un término acuñado por primera vez en 2008 por la activista feminista descolonial aimara boliviana Julieta Elisa Paredes Carvajal en su libro Hilando fino desde el feminismo comunitario, que hace referencia a la convergencia de dos sistemas de opresión de género (o patriarcados), que fueron ejercidos por las sociedades precoloniales y por los españoles que colonizaron Bolivia. Adriana Guzmán, junto con la misma Julieta Paredes, en su libro El Tejido de la Rebeldía: ¿Qué es el feminismo comunitario?, publicado en 2014, detallan que el entronque patriarcal es un “proceso mediante el cual se dieron articulaciones, alianzas y complicidades entre los hombres de distintas culturas, clases sociales y etno-raciales, entre los invasores y los varones de los pueblos originarios, además, dichas coyunturas fueron desiguales entre los hombres, pero que mantuvieron e incrementaron la opresión que vivimos las mujeres desde entonces”. 
El término también ha sido empleado por otras feministas comunitarias y se ha expandido a otras partes de Abya Yala, como a México y Guatemala, teniendo como exponentes, en el primer caso, a Deysy Margarita Tovar-Hernández y Olivia Tena Guerrero, y en el segundo caso a Lorena Cabnal, quien se refiere al término como convergencia patriarcal.
El concepto y estudio del entronque patriarcal ha permitido visibilizar y contextualizar diferentes formas de opresión hacia las mujeres que dan pie para conocer a mayor profundidad los porqués de la violencia de género que hoy en día se vive, como menciona la antropóloga Marcela Lagarde: permite explorar las relaciones de poder que se gestaron en sociedades del pasado y del presente pertenecientes a culturas diferentes.

Julieta Paredes sostiene que se debe reconocer que las relaciones injustas también se dieron antes de la colonización, y que no es únicamente una herencia colonial.
“Los hombres en el imperio inca se sentían honrados cuando el Inca les pagaba con mujeres su fidelidad, los hombres padres se sentían honrados cuando el enviado del Inca, escogía a su hija, todavía niña, para llevarla al acllawasi, donde sería usada de varias maneras, sexualmente, asesinada en sacrificios, explotada en su fuerza de trabajo de por vida en beneficio de la casta gobernante. Y este hombre padre se sentía orgulloso también, cuando su hija era tomada, como otra de las esposas del Inca, o sea como la amante del Inca”. 
Por el lado de España y Portugal, cuando invadieron Abya Yala, "la mayoría de culturas aborígenes atravesaba un proceso de transición a un patriarcado sui generis, sin existencia de propiedad privada, distinto al régimen patriarcal ya consolidado en Europa. Los conquistadores pudieron imponer su ideología patriarcal porque existía un terreno abonado por las formas de dominación impuestas en las sociedades pre clasistas inca y azteca”, “se impuso por primera vez en América un criterio particularmente europeo de la virginidad”, y también por primera vez se implementaba la prostitución “no sólo por las necesidades de los primeros conquistadores sino por la ulterior consolidación de la familia blanca. San Agustín lo había dicho de otra manera: 'si se prohíbe la prostitución, la licencia de las costumbre corromperá a la sociedad', Quebrando la secular tradición de que la mujer es la creadora de la vida, simbolizada en la Diosa-Madre de los pueblos agroalfareros, los españoles y portugueses trasladaron a nuestra América el concepto machista aristotélico de que el verdadero generador de la vida es el hombre, que provee con su esperma la materia viva, mientras que la mujer es sólo el receptáculo pasivo y débil, concepción que se mantuvo hasta 1877, año en que se "descubrió" el papel fundamental de la mujer en el proceso de fecundación”. 

## Etimología
La palabra entronque patriarcal está compuesta por el subjuntivo presente entronque y por el adjetivo en español patriarcal.
- El subjuntivo presente entronque, deriva de la palabra entroncar, que proviene de juntar las palabras en- y tronco, y significa establecer o reconocer una relación o dependencia entre 2 o más partes, como ideas, personas, etc.[8]
- El adjetivo patriarcal proviene del latín tardío, patriarchālis y significa que se ejerce poder autoritariamente bajo una apariencia paternalista.[9]

En el contexto del feminismo comunitario, entronque patriarcal describe la unión entre dos sistemas patriarcales que intensifican sus estructuras de opresión.

## Características y usos del término
El término entronque patriarcal describe la unión entre el patriarcado preexistente en las sociedades precolombinas y el impuesto por los colonizadores. Esta fusión dio como resultado un sistema complejo y enraizado de dominación masculina. Resalta el entrelazamiento de las estructuras de opresión y el cómo reconfigura las relaciones sociales y de poder en los territorios de la región andina. Es importante notar que, a pesar de la evolución histórica, el entronque patriarcal sigue vigente en el siglo XXI en las relaciones de poder en la región, manteniendo formas de opresión y desigualdad de género. 
El término se utiliza a menudo para abogar por una descolonización de las relaciones de género, reconociendo que la opresión de las mujeres no solo es un legado del colonialismo sino también de las prácticas y culturas precoloniales. Su uso destaca en el contexto del feminismo comunitario en el que se pugna por influir en la creación y ejecución de políticas públicas que aborden y transforman estas relaciones de poder enraizadas, enfocándose en los derechos y el empoderamiento de las mujeres. Además, el reconocimiento de las particularidades de cada “tronco” es crucial para comprender y desmantelar cualquier dimensión en la que se encuentren historias paralelas de construcción patriarcal.
Así, la revisión de varios casos históricos de opresión se han analizado bajo la óptica del entronque patriarcal. Ejemplo de esto es el análisis realizado por la antropóloga Aránzazu Robles Santana, quien concluye que la desvalorización que sufren las mujeres indígenas experimentó un aumento con la colonización; en tanto es más difícil lograr su reconocimiento como persona, más allá de su cuerpo sexuado. Lo que se traduce en mayores desigualdades para las mujeres, promoviendo que asuman roles de sumisión y que se retire su voz de la toma de decisiones.
El concepto también ha sido recuperado por numerosas autoras que, como Julieta Paredes, han caracterizado las relaciones de género precoloniales como asimétricas o “patriarcales originarias”. Ejemplo de esto es el pensamiento de María Cristina Valdez quien distingue la colonialidad del género como una categoría que promueve la reflexión en torno a las jerarquías y desigualdades que se profundizaron con la colonización. Expone la necesidad de esbozar un pensamiento femenino indígena propio que permita describir y analizar estos procesos.
Marcela Lagarde señala que estas prácticas no solo siguieron después de la colonización, sino que además estas generan que no se reconozca nuestras raíces de los pueblos originarios. Esto se puede observar en el imperio Inca, ya que en este se utilizaba a la mujer para determinar el valor de los jefes de familia, reconociendo su lealtad al líder por medio de mujeres como parejas sexuales o al contrario cuando las hijas de algún poblador eran elegidas como pareja del jefe, era bien visto el sentirse bien, sin importar como se sintiera la mujer.

## Críticas y otras posturas
Por el contexto social en el que se creó el término, este ha sido utilizado para describir y analizar varias problemáticas relacionadas al patriarcado por diferentes autoras.

Al respecto, Gerda Lerner postula lo siguiente: 
"El patriarcado es una creación histórica elaborada por hombres y mujeres en un proceso que tardó casi 2.500 años en completarse. La primera forma del patriarcado apareció en el estado arcaico. La unidad básica de su organización era la familia patriarcal, que expresaba y generaba constantemente sus normas y valores. Hemos visto de qué manera tan profunda influyeron las definiciones del género en la formación del estado. Ahora demos un breve repaso de la forma en que se creó, definió e implantó el género”.
Lorena Cabnal utiliza el término de convergencia patriarcal, y afirma que “antes de la colonización española o castellana, existía ya una configuración patriarcal”, a la cual nombra patriarcado ancestral originario, y afirma que “en sus propias manifestaciones, complejizó sus efectos sobre los cuerpos de las mujeres indígenas cuando se reconfigura con el patriarcado colonial”.
Aura Cumes plantea lo siguiente: 
“La prioridad de las mujeres indígenas es analizar la manera en que se conjuntan el patriarcado y el colonialismo, el machismo y el racismo, y todo eso con el capitalismo, para entender por qué tenemos el lugar que tenemos”. 
De igual manera, Aura Cumes menciona que “no podemos hablar de patriarcado en los pueblos pre-inserción española porque es una experiencia europea occidental”, señala que no existen las herramientas en el lenguaje para describir las experiencias de opresión a las mujeres antes de la llegada de los españoles.
Rita Segato afirma que: 
“A pesar de que la colonialidad es una matriz que ordena jerárquicamente el mundo de forma estable, esta matriz tiene una historia interna: hay, por ejemplo, no solo una historia que instala la episteme de la colonialidad  del poder y la raza como clasificador, sino también una historia de la raza dentro de esa episteme, y hay también una historia de las relaciones de género dentro mismo del cristal del patriarcado”.

### Caso de estudio: Centro de México
Para analizar la región centro de México, las autoras Margarita Tovar Hernández y Olivia Tena Guerrero en su escrito “Discusiones en torno al entronque patriarcal en la configuración de la masculinidad en el Centro de México” parten de teorías feministas y descoloniales y desde la interseccionalidad, donde se busca visibilizar la articulación entre género, etnia y clase en la conformación de formas de dominación patriarcal.
Se analiza la configuración de la masculinidad en el Imperio Mexica y en los peninsulares, para conocer las “articulaciones” que se dieron entre los varones de ambas culturas. Las autoras decidieron estudiar al Imperio Mexica, debido a que tenía un mayor control y dominio en los pueblos originarios mesoamericanos, lo que simbólica e ideológicamente los colocaba como referente, pero también en una posición de tensión con algunos de los pueblos bajo su dominio o con aquellos que se veían bajo la amenaza de ser sometidos, además de contar con una mayor cantidad de información de este pueblo, heredada tanto de sus propios registros como por los religiosos peninsulares que se encargaron de hacer documentar y describir bajo su mirada los acontecimientos desde los primeros contactos.
En este caso de estudio, el entronque patriarcal se comienza a estudiar a partir del año 1492, ya que en su escrito El tejido de la rebeldía. ¿Qué es el feminismo comunitario? Julieta Paredes y Adriana Guzmán señalan que dicho año sirve como referencia como el comienzo de la colonia que, aunque se desarrolló de manera variable en el territorio de Abya Yala, se fueron presentando acontecimientos de resistencias, alianzas, negociaciones y sometimientos. Es por eso que en el año Uno Caña del calendario azteca, que coincidió con la llegada de los peninsulares a México (1519), existían preceptos patriarcales propios de la cultura mexica que configuraban ya las masculinidades. El proceso de expansión imperialista transformaba, reconfiguraba y producía un orden de género cada vez más polarizado que producía mayor desigualdad hacia las mujeres y lo femenino, esta expansión era resultado de la búsqueda de privilegios simbólicos y materiales que se desprendían del sometimiento del otro; grupos numerosos de hombres salían de sus territorios en búsqueda de dominación, de posesión de tierra y de prestigio por haber demostrado valentía en los combates.
Los sistema de conquista y dominación del Imperio Mexica hacia otras poblaciones generaban un reordenamiento social para poder llevar a cabo la consolidación del Imperio, lo que puede observarse en las transiciones y jerarquizaciones de las deidades; se han encontrado vestigios de que los procesos como la fertilidad, la tierra y la agricultura, eran representados por deidades femeninas y masculinas en las sociedades que se organizaban alrededor de la agricultura y que con la invasión y dominación de culturas primordialmente militaristas, éstas fueron supeditadas por deidades guerreras exclusivamente masculinas.
Con el paso del tiempo, la expansión territorial del imperio impulsó la preparación militar, lo que probablemente contribuyó a la polarización de la división sexual del trabajo. En el periodo identificado como el posclásico, los hombres en general eran preparados desde su infancia para las actividades militares y las mujeres eran instruidas por sus madres para realizar las actividades domésticas, de cuidado y de reproducción, además de actividades productivas como el hilado y el tejido.
Olivia Tena y Margarita Tovar señalan que la “conquista” del Imperio Mexica no hubiera sido posible, sin que existieran alianzas con los hombres dirigentes de los pueblos que se encontraban disconformes con el dominio que los mexicas ejercían o buscaban ejercer sobre ellos. Cuando posteriormente fueron sometidos por los invasores peninsulares, se fue construyendo un fuerte modelo aspiracional muy cercano a la masculinidad mestiza occidentalizada.